# Kranenburg (Bronckhorst)
Pour les articles homonymes, voir Kranenburg (homonymie).
Kranenburg est un village appartenant à la commune néerlandaise de Bronckhorst.